# Ryo Sakazaki
Ryo Sakazaki (坂崎 リョウ, Sakazaki Ryō) est un personnage de jeu vidéo de la série Art of Fighting, développée et éditée par la société japonaise SNK. Il apparait également dans la série The King of Fighters.

## Conception
Lors d'une interview donnée par le site 1UP.com, SNK a révélé que Ryo Sakazaki a été créé en hommage aux personnages de jeux de combat de Capcom. L'artiste Shinkiro a exprimé qu'il n'avait aucun problème à concevoir Ryo contrairement à Robert en raison du mauvais état de Ryo.
Dans The King of Fighters '94, avec Robert Garcia, les développeurs du jeu ont eu des problèmes pour équilibrer Ryo avec les autres personnages de la série sans enlever aucun de ses mouvements spéciaux. Cependant, Ryo est considéré comme étant l'un des personnages le plus fort du jeu. Il est d'ailleurs l'un des rares personnages à faire partie du casting dans tous les The King of Fighters. L'équipe ajoute que ce jeu a également été créé avec l'idée d'avoir une confrontation entre Ryo et Terry Bogard, le personnage principal de la série Fatal Fury.

## Biographie
Dans la série Art of Fighting, la date de naissance de Ryo est le 2 août 1957. Cependant, l'intégration de ce personnage à la série The King of Fighters amena SNK à revoir cette date et la remplacer par le 2 août 1971. Le père de Ryo est Takuma Sakazaki, aussi connu sous le nom « Mister Karate ». Ryo a également une sœur, Yuri Sakazaki. Il possède également un très bon ami en la personne de Robert Garcia. Ryo pratique le Kyokugenryu Karate. Ryo apparait dans Fatal Fury Special comme personnage caché.